# Diadie Samassékou
Diadie Samassékou (Bamako, 11 de enero de 1996) es un futbolista maliense que juega en la demarcación de centrocampista y se encuentra sin equipo tras abandonar el TSG 1899 Hoffenheim.

## Selección nacional
Tras jugar con la selección de fútbol sub-20 de Malí, hizo su debut con la selección absoluta el 4 de septiembre de 2016 en un partido de clasificación para la Copa Africana de Naciones de 2017 contra Benín que finalizó con un resultado de 5-2 a favor del combinado maliense tras los goles de Sambou Yatabaré, Abdoulay Diaby, Moussa Marega, Adama Traoré y Moussa Doumbia para Malí, y de Stéphane Sessegnon y Frédéric Gounongbé para Benín. Además disputó la Copa Africana de Naciones 2019.

### Participaciones en la Copa Africana de Naciones
| Copa Africana de Naciones      | Sede            | Resultado        | Partidos | Goles |
| ------------------------------ | --------------- | ---------------- | -------- | ----- |
| Copa Africana de Naciones 2019 | Egipto          | Octavos de final | 3        | 1     |
| Copa Africana de Naciones 2021 | Camerún         | Octavos de final | 2        | 0     |
| Copa Africana de Naciones 2023 | Costa de Marfil | Cuartos de final | 3        | 0     |

## Clubes
| Club                      | País     | Año       | Partidos | Goles |
| ------------------------- | -------- | --------- | -------- | ----- |
| F. C. Liefering           | Austria  | 2015-2016 | 26       | 0     |
| Red Bull Salzburgo        | Austria  | 2016-2019 | 134      | 2     |
| TSG 1899 Hoffenheim       | Alemania | 2019-2022 | 86       | 2     |
| Olympiacos F. C. (cedido) | Grecia   | 2022-2023 | 25       | 2     |
| TSG 1899 Hoffenheim       | Alemania | 2023-2024 | 1        | 0     |
| Cádiz C. F. (cedido)      | España   | 2024      | 4        | 0     |
| TSG 1899 Hoffenheim       | Alemania | 2024-2025 | 10       | 0     |

## Palmarés

### Campeonatos nacionales
| Título          | Club               | País    | Año  |
| --------------- | ------------------ | ------- | ---- |
| Bundesliga      | Red Bull Salzburgo | Austria | 2017 |
| Copa de Austria | Red Bull Salzburgo | Austria | 2017 |
| Bundesliga      | Red Bull Salzburgo | Austria | 2018 |
| Copa de Austria | Red Bull Salzburgo | Austria | 2019 |
| Bundesliga      | Red Bull Salzburgo | Austria | 2019 |